# Жермен Голдінг
Жермен Голдінг (фр. Germaine Golding; 6 червння 1887 — 14 серпня 1973) — колишня французька тенісистка. Найвищим досягненням на турнірах Великого шолома був чвертьфінал в парному розряді.

## World Championships finals

### Одиночний розряд (1–2)
| Результат | Рік  | Турнір                            | Покриття | Суперниці      | Рахунок  |
| --------- | ---- | --------------------------------- | -------- | -------------- | -------- |
| Поразка   | 1914 | World Hard Court Championships    | Ґрунт    | Сюзанн Ленглен | 2–6, 1–6 |
| Поразка   | 1919 | World Covered Court Championships | Wood     | Дороті Голмен  | 3–6, 4–6 |
| Перемога  | 1922 | World Covered Court Championships | Wood     | Жанн Воссар    | 6–2, 7–5 |

### Парний розряд (1–1)
| Результат | Рік  | Турнір                            | Покриття | Партнерка   | Суперниці                             | Рахунок  |
| --------- | ---- | --------------------------------- | -------- | ----------- | ------------------------------------- | -------- |
| Перемога  | 1922 | World Covered Court Championships | Wood     | Жанн Воссар | Canivet Ївонн Буржуа                  | walkover |
| Поразка   | 1923 | World Covered Court Championships | Wood     | Жанн Воссар | Джералдін Біміш Кетлін Маккейн-Годфрі | 1–6, 1–6 |

### Мікст (1 поразка)
| Результат | Рік  | Турнір                            | Покриття | Партнерка     | Суперниці                   | Рахунок  |
| --------- | ---- | --------------------------------- | -------- | ------------- | --------------------------- | -------- |
| Поразка   | 1919 | World Covered Court Championships | Wood     | Вільям Лоренц | Джералдін Біміш Макс Декюжі | 3–6, 3–6 |